# Berchem-Sainte-Agathe
Berchem-Sainte-Agathe (francia) vagy Sint-Agatha-Berchem (holland) egyike a Brüsszel fővárosi régiót alkotó 19 kétnyelvű alapfokú közigazgatási egységnek, községnek. 
2012. január 1-jén 22 975 lakosa volt. Területe 2,9 km².

## Kiejtés
- Francia:  [bɛʁkɛm sɛ̃t aˈɡat]
- Holland: [sɪnt ɑˈʝaːtaː ˈbɛrçɛm]